# Émile Bertin (крейсер)
«Еміль Бертен» (фр. Émile Bertin — військовий корабель, легкий крейсер однойменного типу військово-морського флоту Франції часів Другої світової війни.
«Еміль Бертен» був закладений 18 серпня 1931 року на верфі компанії Ateliers et Chantiers de Saint-Nazaire Penhoët у Сен-Назері. 9 травня 1933 року спущений на воду, а 28 січня 1935 року увійшов до складу ВМС Франції.

## Історія служби
Напередодні Другої світової війни крейсер «Еміль Бертен» служив флагманом флотилії з 12 великих есмінців класів типу «Ле Фантаск» і «Вокелен» в Атлантиці. На початку 1939 року його перевели до Тулону.
23 вересня 1939 року він потай прибув до Лівану, завантажений 57 тоннами золота — польським державним золотим запасом — і повернувся до Тулона. На початку 1940 року, після ремонту в Тулоні, він здійснював спостереження навколо Канарських островів, щоб переконатися, що там немає німецьких військ.
Після подальшого ремонту в Бресті, на початку квітня 1940 року, «Еміль Бертен» під командуванням адмірала Едмона Деррієна став флагманом Групи Z, французької ескадри, що підтримувала Норвезьку кампанію союзників. Окрім «Еміля Бертена», до складу групи Z входили 2400-тонні великі есмінці «Тарту», «Шевальє Поль», «Майє Брезе», «Мілан», «Бізон» і «Еперв'є», а також 1500-тонні «Брестуа», «Булонне» і «Фудруан». 19 квітня біля острова Намсус він був атакований Люфтваффе і пошкоджений бомбами. Крейсер повернувся в Брест на ремонт і залишався там до 21 травня, після чого був замінений біля Норвегії крейсером «Монткальм».
Французький крейсер здійснив два походи з Бреста до Галіфаксу, Нова Шотландія, перший з них з крейсером «Жанна д'Арк» та авіаносцем «Беарн», які перевозили золото з Банку Франції. Капітуляція Франції була підписана невдовзі після того, як «Еміль Бертен» пришвартувався вдруге, і коли капітан Батте зв'язався з французьким Адміралтейством, щоб отримати пораду, крейсер отримав наказ відправитися із золотом до Фор-де-Франс, Мартиніка. Жодні зусилля присутніх підрозділів Королівського флоту не змогли запобігти цьому, але океанський лайнер «Пастер», який мав слідувати за «Емілем Бертеном», не зміг покинути Галіфакс достатньо швидко. Його захопили і використовували як військовий корабель під британським прапором.
Після прибуття на Мартиніку і безпечного вивантаження золота, корабель приготувався до захисту острова від очікуваної британської атаки, від якої під тиском Сполучених Штатів британці відмовилися. Протягом наступних двох років корабель простоював на якорі біля Фор-де-Франс, поки 16 травня 1942 року під тиском США влада Віші не наказала знерухомити його.
У червні 1943 року він приєднався до союзних військ під французьким прапором і був модернізований на військово-морській верфі у Філадельфії. Пізніше «Еміль Бертен» діяв у Середземному морі, брав участь у вторгненні союзників на південь Франції, а згодом обстрілював позиції Осі вздовж Італійської Рив'єри.
Після виконання різних середземноморських завдань крейсер зайшов у Тулон на ремонт до жовтня 1945 року. Потім «Еміль Бертен» діяв як флагманський корабель в Індокитаї до 2 липня 1946 року, після чого він відплив додому разом з крейсером «Турвіль». Потім «Еміль Бертен» служив навчальним артилерійським кораблем, поки флот остаточно не списав його на металобрухт у жовтні 1959 року.